# Linepithema anathema
Linepithema anathema é uma espécie de formiga do gênero Linepithema.